# Hôtel du baron Buffin
L'Hôtel du baron Buffin est un hôtel de maître de style Art nouveau édifié par l'architecte Henri Jacobs à Ixelles, une commune de Bruxelles en Belgique.

## Localisation
L'Hôtel du baron Buffin est situé au numéro 19 de la rue Caroly à Ixelles, à quelques pas du square de Meeus. 
Il s'agit d'« une des rares maisons particulières qu'il ait construites en dehors de la commune de Schaerbeek. ».

## Historique
L'hôtel a été construit en 1904 par Henri Jacobs, architecte Art nouveau spécialisé dans la réalisation de bâtiments scolaires mais qui compte également plusieurs maisons particulières à son actif.
Les façades, la toiture et certaines parties de l'intérieur (le vestibule, la cage d'escalier et les 3 pièces en enfilade du premier étage) font l'objet d'un classement au titre des monuments historiques depuis le  15 juin 2006.

## Architecture

### Structure et matériaux
La façade comprend deux larges travées et trois niveaux.
Le rez-de-chaussée et le grand balcon qui le surmonte se démarquent du reste de la façade par le matériau utilisé : ils sont en effet entièrement réalisés en pierre bleue alors que le reste de la façade est réalisé en pierre blanche.

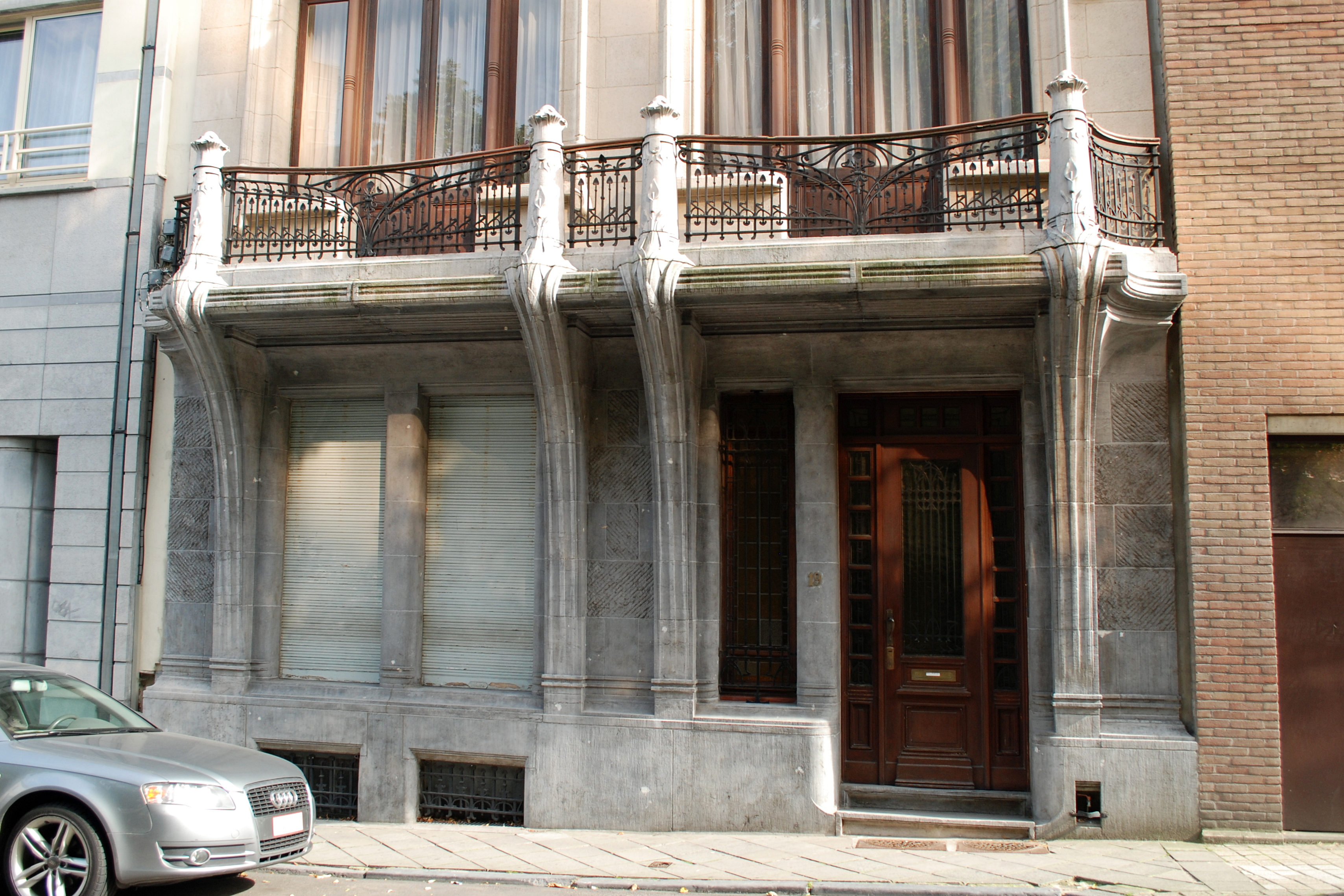
Le rez-de-chaussée et le balcon.

### Le rez-de-chaussée et le grand balcon
Le rez-de-chaussée comporte deux travées asymétriques : la travée de droite abrite la porte d'entrée en bois massif de couleur acajou flanquée d'une étroite fenêtre verticale tandis que la travée de gauche abrite une paire de fenêtres géminées.
L'imposant balcon en pierre bleue du premier étage, un des plus remarquables de l'Art nouveau bruxellois, est lié de façon quasiment organique au rez-de-chaussée par quatre puissants pilastres moulurés qui s'évasent progressivement jusqu'à devenir consoles et qui se prolongent encore, avec une grande fluidité, pour donner naissance aux quatre piliers qui soutiennent les fers forgés du balcon.
Les moulures des pilastres se transforment progressivement en tiges végétales terminées par des feuilles sagittées qui recouvrent les consoles et laissent s'échapper de délicates fleurs d'arum sur la base des piliers.
Ces motifs de feuilles sagittées et de fleurs d'arum se répètent sur les fers forgés du balcon et, plus haut, sur les fines colonnettes de pierre qui encadrent les fenêtres du premier étage.

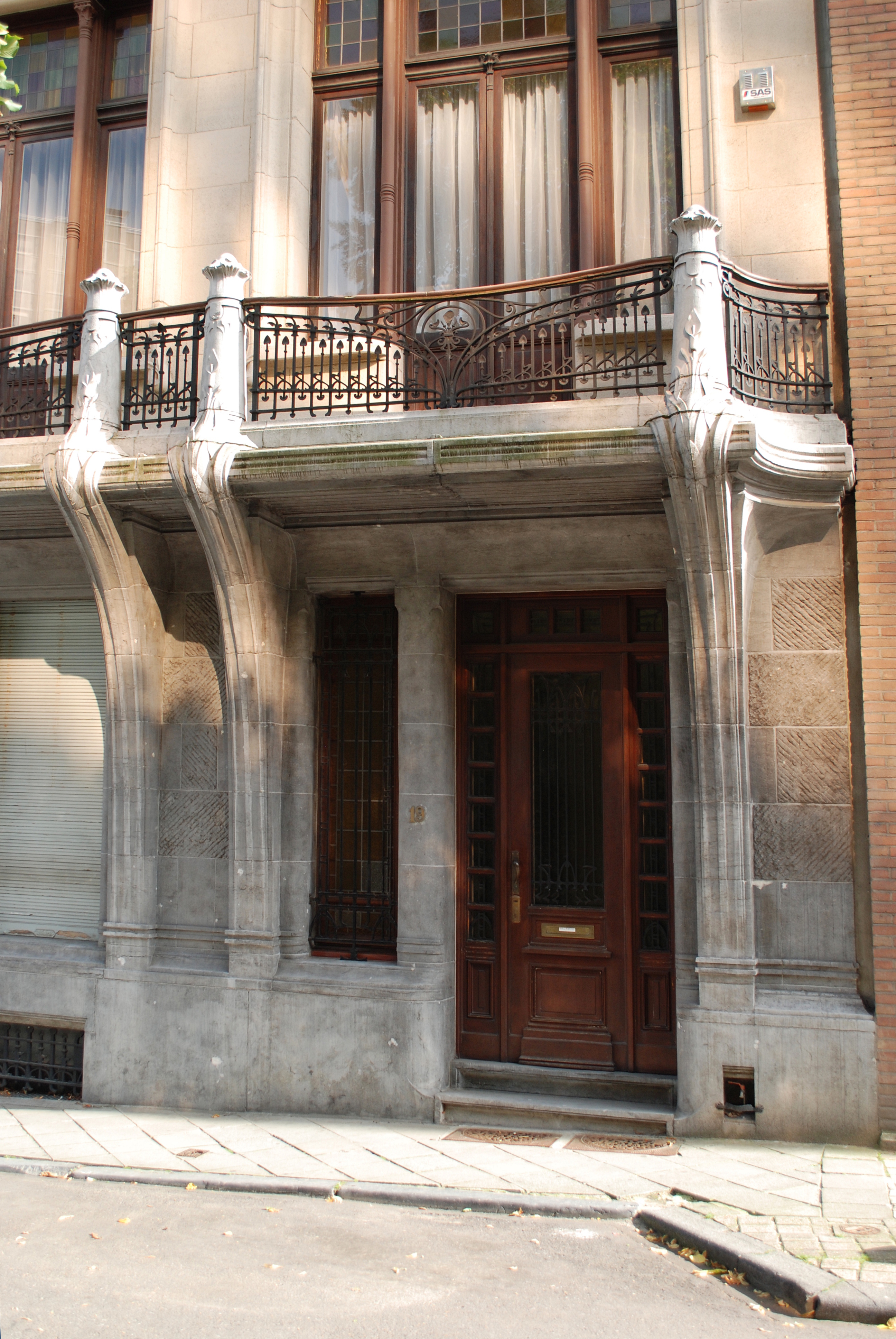
La travée de la porte d'entrée.
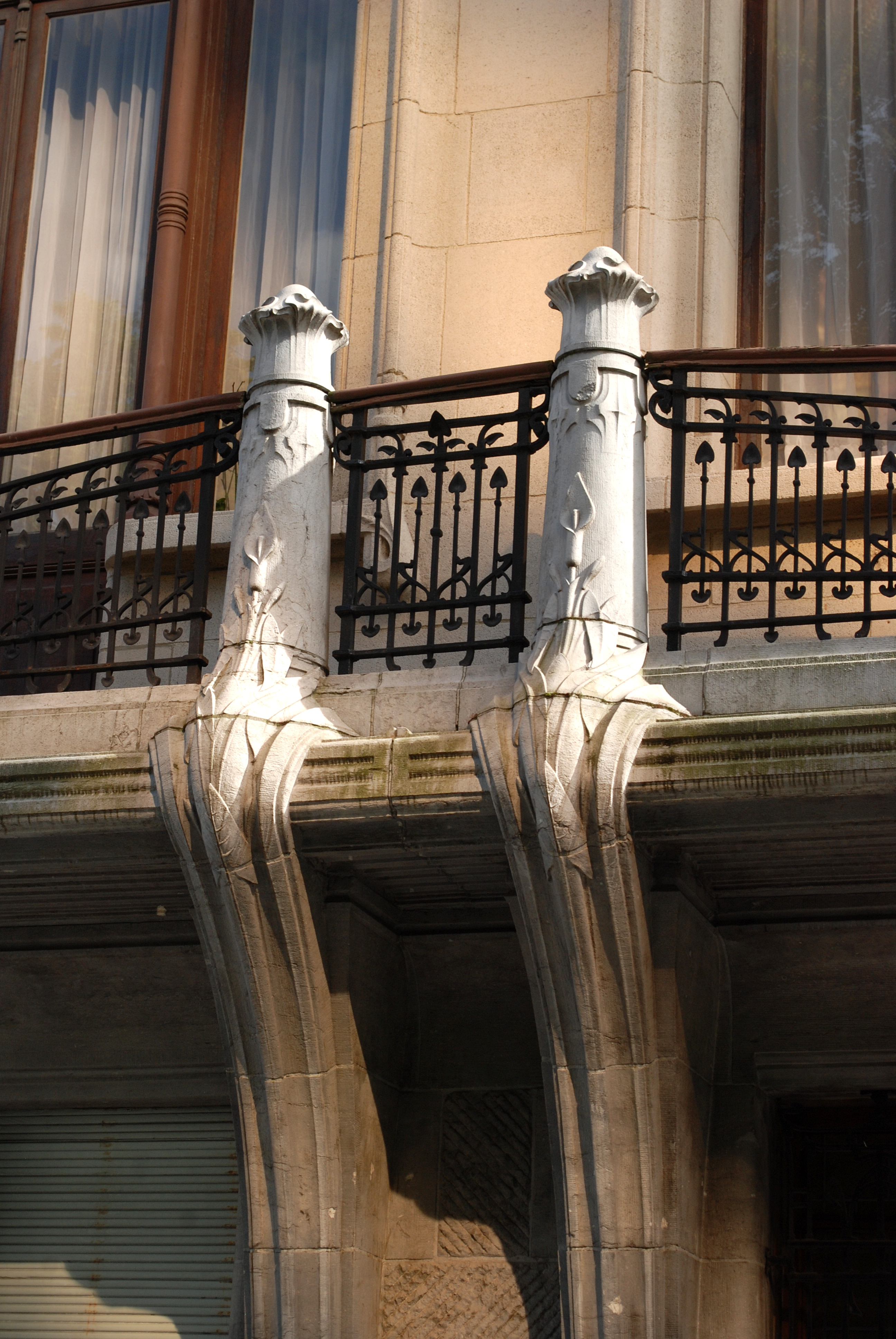
Détail des consoles et piliers du balcon.
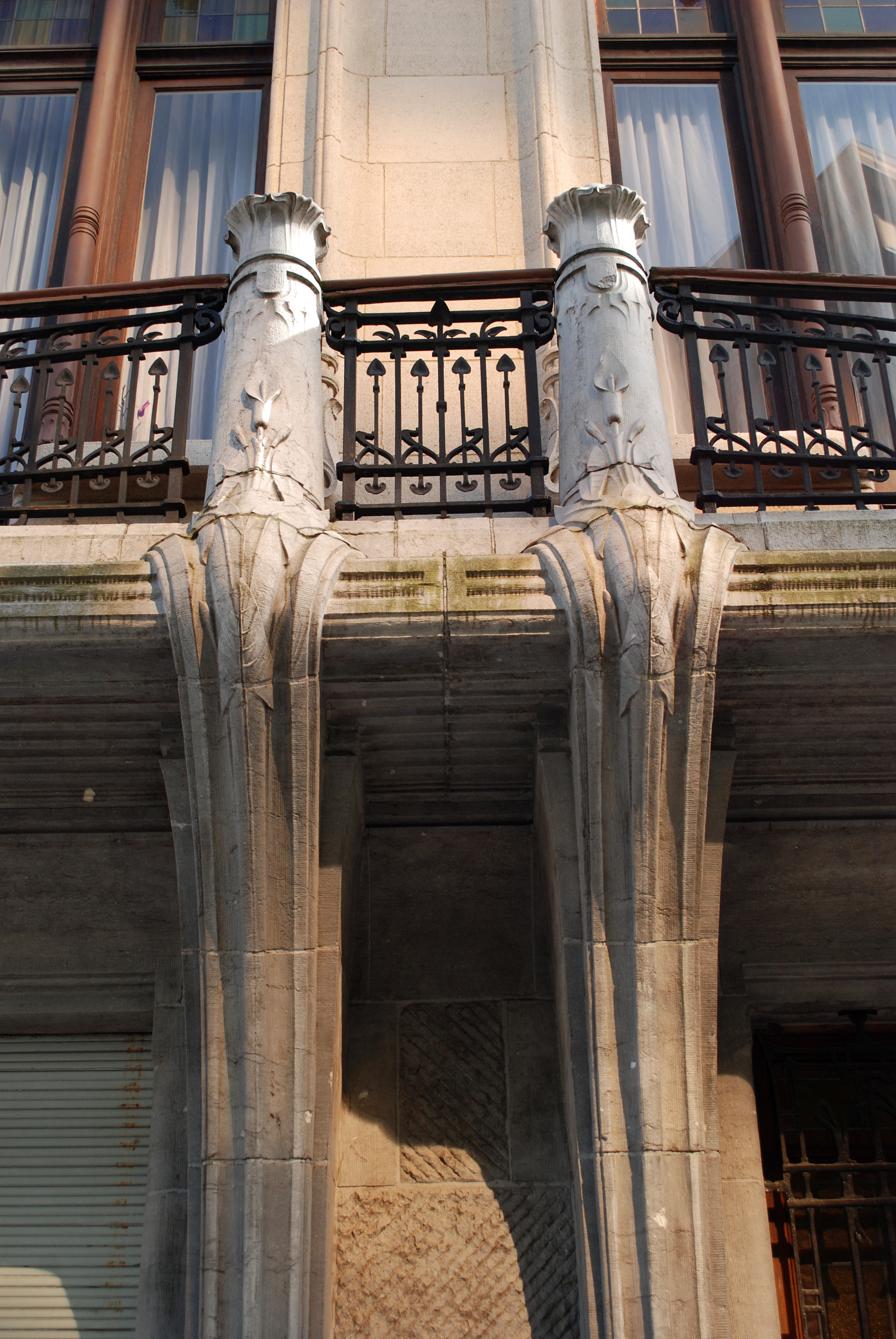
Feuilles et fleurs d'arum sur les consoles et piliers du balcon.

### Le premier étage

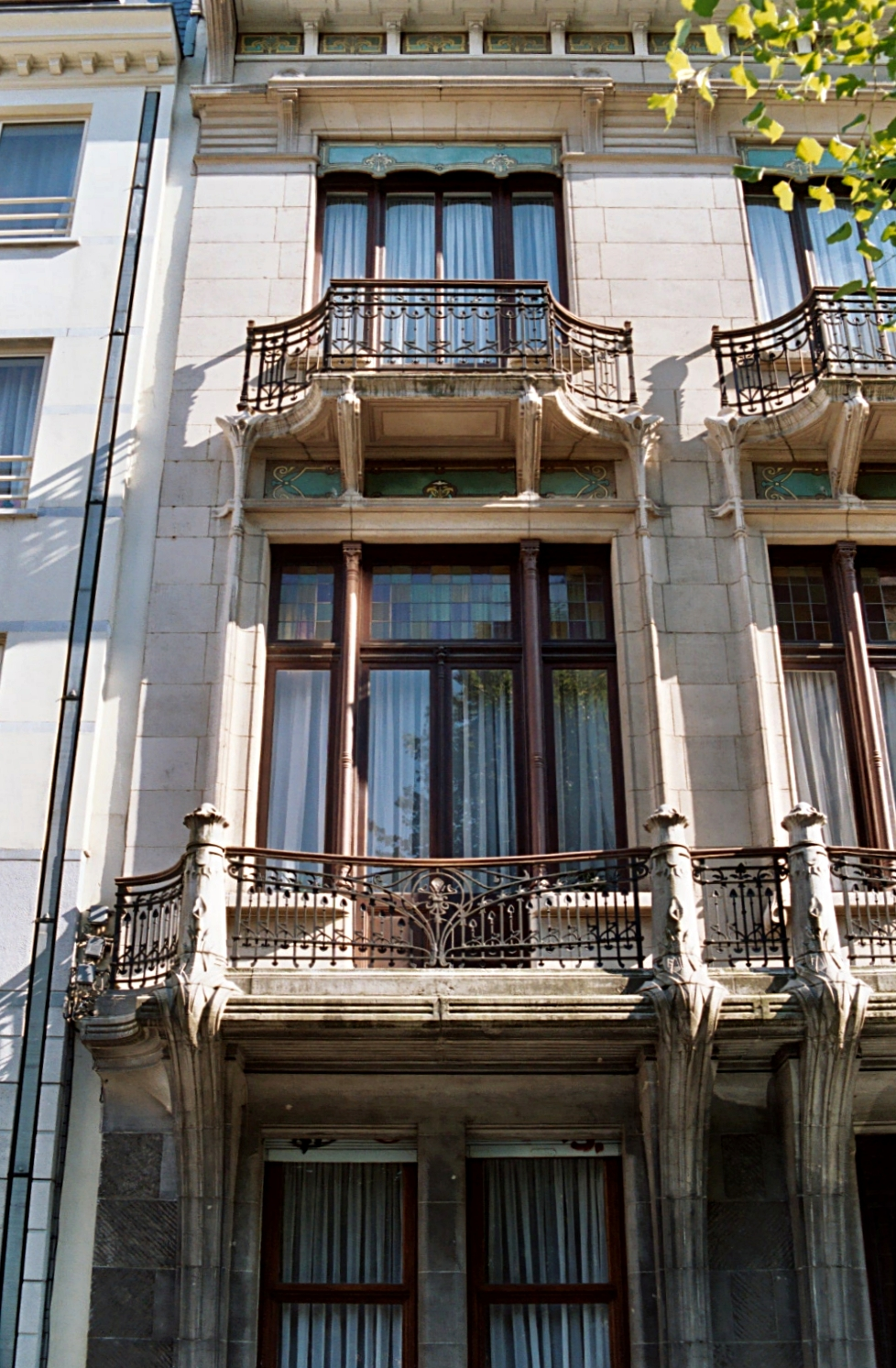
Fenêtres du premier et du deuxième étage.

Le premier étage est composé de deux travées symétriques, percées chacune d'une grande fenêtre rectangulaire.
Chacune de ces fenêtres tripartites présente une ornementation composée d'une fine colonnette en bois séparant les deux vantaux centraux et surmontée d'un motif sculpté typique de l'Art nouveau floral et de deux colonnettes en fonte divisant la fenêtre en trois compartiments.
Ces fenêtres sont encadrées de fines colonnettes en pierre de taille surmontées d'un fleuron en pierre sculpté d'une fleur d'arum et de feuilles sagittées, motifs ornementaux déjà rencontrés au niveau du grand balcon.
Les fenêtres du premier étage sont surmontées de sgraffites dont les couleurs brune, jaune et verte se retrouvent dans les carreaux qui composent les fenêtres d'imposte.

### Le deuxième étage
Le deuxième étage est percé de fenêtres rectangulaires quadripartites précédées de balcons en forte saillie.
Chacune de ces fenêtres est pourvue d'un lambrequin peint dans les mêmes couleurs que les sgraffites et est surmontée d'un petit entablement soutenu par deux corbeaux de pierre.

### La corniche
La façade est sommée d'une profonde corniche soutenue par deux puissantes consoles de pierre taillée et neuf petits corbeaux de pierre, délimitant dix petits sgraffites réalisés dans les mêmes couleurs brune, jaune et verte que les sgraffites qui séparent les fenêtres du premier et du deuxième étage.